# Prva savezna liga Jugoslavije u nogometu 1987./88.
Prvenstvo Jugoslavije u nogometu za sezonu 1987./88. bilo je pedeset i deveto po redu najviše nogometno natjecanje u Jugoslaviji, četrdeset i drugo poslijeratno, koje je započelo 2. kolovoza 1987. i završilo 12. lipnja 1988.

Prvak je postao srbijanski klub, FK Crvena zvezda, koji je osvojio svoj šesnaesti naslov.

Najbolji strijelac bio je Duško Milinković iz beogradskog Rada sa 16 golova.
Ukupan broj gledatelja bio je 1.970.636.

## Sustav natjecanja
Igralo se u dvije faze. Momčadi su međusobno igrale dvokružni ligaški sustav. Igrala se po jedna utakmica na domaćem i gostujućem terenu. Prvakom je postala momčad koja je skupila najviše bodova u skupini za prvaka (pobjeda = 2 boda, neodlučeni ishod = 1 bod, poraz = bez bodova).
Pravila koje su određivala poredak na ljestvici su bila: 1) broj osvojenih bodova, 2) gol-razlika, 3) veći broj postignutih golova, 4) baraž

## Formiranje lige
U obzir ulazi 16 najbolje plasiranih iz prethodne sezone, plus pobjednici dviju skupina Druge savezne lige 1986./87.
- Iz Prve savezne lige natjecali su se Partizan, Velež Mostar, Crvena zvezda, Rijeka, Vardar Skoplje, Dinamo Zagreb, Budućnost, Hajduk Split, Željezničar, Sutjeska Nikšić, Osijek, Čelik Zenica, Sarajevo, Priština, Sloboda Tuzla i Radnički Niš
- Iz Druge savezne lige: Vojvodina (pobjednik zapadne skupine) i Rad Beograd (pobjednik istočne skupine)

## Sudionici
| Slovenija | Hrvatska                                    | Bosna i Hercegovina                                                | Srbija           | Srbija                                                      | Srbija     | Crna Gora                      | Makedonija   |
| Slovenija | Hrvatska                                    | Bosna i Hercegovina                                                | Vojvodina        | Središnja Srbija                                            | Kosovo     | Crna Gora                      | Makedonija   |
| --------- | ------------------------------------------- | ------------------------------------------------------------------ | ---------------- | ----------------------------------------------------------- | ---------- | ------------------------------ | ------------ |
| - nitko   | - Dinamo (Z) - Hajduk (S) - Osijek - Rijeka | - Čelik (Z) - Sarajevo - Sloboda (T) - Velež (M) - Željezničar (S) | - Vojvodina (NS) | - Crvena zvezda (B) - Partizan (B) - Rad (B) - Radnički Niš | - Priština | - Budućnost (T) - Sutjeska (N) | - Vardar (S) |

- FK Budućnost, Titograd
- FK Crvena zvezda, Beograd
- NK Čelik, Zenica
- NK Dinamo Zagreb, Zagreb
- NK Hajduk, Split
- NK Osijek, Osijek
- FK Partizan, Beograd
- FK Priština, Priština
- FK Rad, Beograd
- FK Radnički Niš, Niš
- NK Rijeka, Rijeka
- FK Sarajevo, Sarajevo
- FK Sloboda, Tuzla
- FK Sutjeska, Nikšić
- FK Vardar, Skoplje
- FK Velež, Mostar
- FK Vojvodina, Novi Sad
- FK Željezničar, Sarajevo

## Pregled sezone
Prije početka sezone najveće šanse za pobjedu davale su se klubovima "velike četvorke" i mostarskom Veležu. Aktualni prvak Partizan zadržao je momčad koja je bila najbolja prošle sezone, osim vratara Fahrudina Omerovića koji je otišao na odsluženje vojnog roka u JNA. Umjesto njega iz titogradske Budućnosti doveden je golman Branislav Đukanović. Umjesto Nenada Bjekovića za novog šefa stručnog stožera imenovan je Fahrudin Jusufi. Zvezdu su napustili Milan Janković, Marko Elsner i Milivoj Bračun, a dovedeni su Refik Šabanadžović, Robert Prosinečki i Dragiša Binić. Dinamo je doveo najzvučnija pojačanja, Harisa Škora iz Željezničara i Zorana Dimitrijevića iz Spartaka.
U jesenskom dijelu sezone u Čileu je održano Svjetsko nogometno prvenstvo za igrače do 20 godina na kojem je mlada reprezentacija Jugoslavije osvojila zlatnu medalju.
Na utakmici između Željezničara i Crvene zvezde 18. studenoga 1987. igrač Crvene zvezde Refik Šabanadžović je nakon sudara sa Zoranom Sliškovićem dobio udarac u sljepoočnicu, nakon čega je tri dana bio u komi i izbivao je s terena skoro 6 mjeseci.
Borba za naslov prvaka vodila se između Veleža, koji je veći dio sezone bio na prvom mjestu, Crvene zvezde i Partizana. Prije posljednjeg kola za opstanak u 1. ligi borili su se Priština i Čelik (27 bodova) i Sutjeska (28 bodova). S druge strane, Crvenoj zvezdi za naslov prvaka trebao je 1 bod ispred Partizana i Veleža. U prošlom kolu igrali su Sutjeska i Crvena zvezda, Radnički i Velež, odnosno Priština i Čelik. Utakmica u Nikšiću završila je rezultatom 2:2, kada je Zvezda izjednačila golom Vladana Lukića u 87. minuti, što je bio njegov prvi pogodak u prvenstvu Jugoslavije. Priština je u 88. minuti vodila 2:0, ali je već ispala u 2. ligu zbog znatno lošije gol-razlike od Sutjeske. Čelik je postigao 3 gola i slavio 3:2. Tako je Sutjeska ispala zbog lošije gol-razlike (za 1 gol) od Čelika. U sljedećoj sezoni Čelik je kažnjen sa −6 bodova.

## Ljestvica
| mj.     | klub            | ut. | pob. | ner. | por. | gol+ | gol- | gr  | bod |
| ------- | --------------- | --- | ---- | ---- | ---- | ---- | ---- | --- | --- |
| 1.      | Crvena zvezda   | 34  | 17   | 11   | 6    | 66   | 39   | +27 | 45  |
| 2.      | Partizan        | 34  | 17   | 10   | 7    | 62   | 37   | +25 | 44  |
| 3.      | Velež Mostar    | 34  | 15   | 12   | 7    | 61   | 34   | +27 | 42  |
| 4.      | Dinamo Zagreb   | 34  | 16   | 10   | 8    | 55   | 36   | +19 | 42  |
| 5.      | Sloboda Tuzla   | 34  | 14   | 10   | 10   | 53   | 41   | +12 | 38  |
| 6.      | Vardar Skoplje  | 34  | 15   | 7    | 12   | 37   | 40   | −3  | 37  |
| 7.      | Radnički Niš    | 34  | 14   | 4    | 16   | 48   | 46   | +2  | 32  |
| 8.      | Rijeka          | 34  | 9    | 14   | 11   | 33   | 39   | −6  | 32  |
| 9.      | Budućnost       | 34  | 10   | 12   | 12   | 40   | 48   | −8  | 32  |
| 10.     | Vojvodina       | 34  | 11   | 10   | 13   | 40   | 51   | −11 | 32  |
| 11.     | Osijek          | 34  | 10   | 11   | 13   | 44   | 61   | −17 | 31  |
| 12.     | Željezničar     | 34  | 8    | 14   | 12   | 38   | 44   | −6  | 30  |
| 13.     | Hajduk Split    | 34  | 8    | 14   | 12   | 40   | 50   | −10 | 30  |
| 14.     | Sarajevo        | 34  | 11   | 8    | 15   | 37   | 47   | −10 | 30  |
| 15.     | Rad Beograd     | 34  | 11   | 8    | 15   | 44   | 56   | −12 | 30  |
| 16.     | Čelik Zenica    | 34  | 12   | 5    | 17   | 39   | 45   | −6  | 29  |
| 17.     | Sutjeska Nikšić | 34  | 10   | 9    | 15   | 42   | 49   | −7  | 29  |
| 18.     | Priština        | 34  | 10   | 7    | 17   | 43   | 59   | −16 | 27  |
|         |                 |     |      |      |      |      |      |     |     |
| Izvori: |                 |     |      |      |      |      |      |     |     |

|  | Crvena zvezda je prvak Jugoslavije i plasirala se na Kup prvaka 1988./89.                                                                                 |
|  | Partizan, Velež Mostar i Dinamo Zagreb plasirali su se na Kup UEFA 1988./89.                                                                              |
|  | Borac Banja Luka (koji se natječe u zapadnoj skupini Druge savezne lige) osvaja Kup Jugoslavije i plasirao se na Europski kup pobjednika kupova 1988./89. |
|  | Sutjeska Nikšić i Priština ispali su u Drugu saveznu ligu                                                                                                 |

## Rezultati
| 1987./88. | 1987./88.       | C.Z | PAR | VEL | D.Z | SLO | VAR | R.N | RIJ | BUD | VOJ | OSI | ŽEL | HAJ | SAR | R.B | ČEL | SUT | PRI |
| 1.        | Crvena zvezda   |     | 1:1 | 3:1 | 0:0 | 3:1 | 2:0 | 4:2 | 2:3 | 2:2 | 3:2 | 6:1 | 2:0 | 1:1 | 3:0 | 2:0 | 1:0 | 3:1 | 7:1 |
| 2.        | Partizan        | 2:3 |     | 1:0 | 2:1 | 5:2 | 1:1 | 1:0 | 1:1 | 2:0 | 1:0 | 6:1 | 0:0 | 3:0 | 1:0 | 5:1 | 0:1 | 1:0 | 3:1 |
| 3.        | Velež Mostar    | 5:0 | 1:1 |     | 0:0 | 3:0 | 5:0 | 3:1 | 1:1 | 1:0 | 1:0 | 2:0 | 2:0 | 3:1 | 4:0 | 4:1 | 1:0 | 3:3 | 5:0 |
| 4.        | Dinamo Zagreb   | 1:0 | 1:2 | 3:0 |     | 2:1 | 3:1 | 1:0 | 3:2 | 2:1 | 5:0 | 3:1 | 3:0 | 1:1 | 4:1 | 3:1 | 2:0 | 2:1 | 1:2 |
| 5.        | Sloboda Tuzla   | 0:2 | 3:1 | 0:0 | 1:1 |     | 0:2 | 3:0 | 2:0 | 3:0 | 2:0 | 4:0 | 4:0 | 1:1 | 1:0 | 1:0 | 4:1 | 1:0 | 1:1 |
| 6.        | Vardar Skoplje  | 1:0 | 2:1 | 1:0 | 4:0 | 1:3 |     | 1:0 | 0:0 | 3:0 | 2:0 | 1:0 | 1:1 | 1:1 | 0:0 | 2:0 | 2:0 | 2:0 | 1:0 |
| 7.        | Radnički        | 3:2 | 1:4 | 3:2 | 3:1 | 2:1 | 2:2 |     | 2:1 | 3:1 | 5:1 | 3:0 | 1:0 | 2:1 | 2:0 | 1:1 | 2:0 | 3:0 | 2:0 |
| 8.        | Rijeka          | 0:0 | 0:3 | 1:1 | 0:0 | 1:1 | 3:0 | 2:1 |     | 0:0 | 1:1 | 0:0 | 0:0 | 3:1 | 2:1 | 0:0 | 2:1 | 1:0 | 2:1 |
| 9.        | Budućnost       | 1:1 | 0:3 | 1:1 | 3:3 | 3:0 | 3:0 | 3:1 | 1:0 |     | 1:2 | 2:0 | 1:1 | 2:0 | 0:0 | 4:1 | 2:1 | 2:2 | 2:1 |
| 10.       | Vojvodina       | 0:1 | 1:0 | 1:1 | 3:2 | 2:0 | 0:2 | 2:1 | 2:2 | 0:0 |     | 1:1 | 2:1 | 0:0 | 3:0 | 2:1 | 1:0 | 4:1 | 3:0 |
| 11.       | Osijek          | 2:2 | 4:1 | 2:1 | 1:1 | 1:1 | 5:3 | 0:0 | 1:0 | 1:0 | 1:1 |     | 2:2 | 1:1 | 2:1 | 3:2 | 3:0 | 1:0 | 5:1 |
| 12.       | Željezničar     | 1:1 | 3:3 | 0:0 | 0:0 | 3:3 | 0:2 | 0:0 | 3:0 | 5:1 | 3:0 | 1:1 |     | 3:0 | 1:1 | 2:1 | 2:0 | 3:0 | 2:1 |
| 13.       | Hajduk Split    | 2:2 | 2:0 | 2:2 | 0:2 | 2:2 | 0:0 | 1:0 | 3:0 | 1:2 | 2:2 | 2:1 | 0:0 |     | 5:1 | 2:1 | 3:2 | 0:0 | 3:1 |
| 14.       | Sarajevo        | 0:0 | 2:2 | 0:1 | 1:0 | 0:0 | 4:0 | 1:0 | 1:1 | 0:0 | 4:1 | 3:0 | 2:0 | 2:0 |     | 1:0 | 2:1 | 2:0 | 2:0 |
| 15.       | Rad Belgrad     | 0:2 | 3:3 | 2:2 | 0:3 | 1:1 | 1:0 | 3:1 | 1:0 | 1:1 | 2:2 | 3:1 | 2:1 | 2:0 | 3:2 |     | 3:2 | 3:1 | 1:0 |
| 16.       | Čelik Zenica    | 1:0 | 0:0 | 1:1 | 1:1 | 3:2 | 0:1 | 1:0 | 0:3 | 2:0 | 1:1 | 3:0 | 3:0 | 3:0 | 2:0 | 2:1 |     | 3:1 | 0:0 |
| 17.       | Sutjeska Nikšić | 2:2 | 1:1 | 2:3 | 3:0 | 2:0 | 3:0 | 2:1 | 3:0 | 1:1 | 2:0 | 0:0 | 2:0 | 3:1 | 3:1 | 0:0 | 2:1 |     | 1:1 |
| 18.       | Priština        | 2:3 | 0:0 | 3:1 | 0:0 | 0:3 | 0:0 | 1:0 | 2:1 | 4:0 | 2:0 | 4:2 | 3:0 | 1:1 | 5:2 | 0:2 | 2:3 | 3:0 |     |

| 1. kolo 2. 8. 1987. Osijek – Željezničar 2:2 (0:1) Sutjeska – Rad 0:0 Hajduk – Crvena zvezda 2:2 (1:1) Priština – Vardar 0:0 Radnički – Čelik 2:0 (1:0) Dinamo – Velež 3:0 (0:0) Partizan – Vojvodina 1:0 (0:0) Rijeka – Budućnost 0:0 Sloboda – Sarajevo 1:0 (0:0) 2. kolo 8. 8. 1987. Rad – Hajduk 2:0 9. 8. 1987. Osijek – Sutjeska 1:0 Budućnost – Sloboda 3:0 Vojvodina – Rijeka 1:1 Velež – Partizan 1:1 Čelik – Dinamo 1:1 (0:1) Vardar – Radnički 1:0 Crvena zvezda – Priština 7:1 (2:0) Željezničar – Sarajevo 1:1 3. kolo 16. 8. 1987. Sutjeska – Željezničar 2:0 Hajduk – Osijek 2:1 Priština – Rad 0:2 Radnički – Crvena zvezda 3:2 (3:2) Dinamo – Vardar 3:1 (0:1) Partizan – Čelik 0:1 Rijeka – Velež 1:1 Sloboda – Vojvodina 2:0 Sarajevo – Budućnost 0:0 4. kolo 22. 8. 1987. Rad – Radnički 3:1 23. 8. 1987. Osijek – Priština 5:1 (3:0) Sutjeska – Hajduk 3:1 (2:1) Vojvodina – Sarajevo 3:0 (1:0) Velež – Sloboda 3:0 (1:0) Čelik – Rijeka 0:3 (0:0) Vardar – Partizan 2:1 (1:0) Crvena zvezda – Dinamo 0:0 Željezničar – Budućnost 5:1 (1:0) 5. kolo 6. 9. 1987. Hajduk – Željezničar 0:0 Priština – Sutjeska 3:0 (1:0) Radnički – Osijek 3:0 (1:0) Dinamo – Rad 3:1 (1:0) Partizan – Crvena zvezda 2:3 (1:1) Rijeka – Vardar 3:0 (1:0) Sloboda – Čelik 4:1 (1:0) Sarajevo – Velež 0:1 (0:1) Budućnost – Vojvodina 1:2 (1:1) 6. kolo 12. 9. 1987. Rad – Partizan 3:3 (1:2) Velež – Budućnost 1:0 Vardar – Sloboda 1:3 13. 9. 1987. Osijek – Dinamo 1:1 (1:1) Sutjeska – Radnički 2:1 (1:0) Čelik – Sarajevo 2:0 (1:0) Crvena zvezda – Rijeka 2:3 (0:0) Željezničar – Vojvodina 3:0 (2:0) 25. 11. 1987. Hajduk – Priština 3:1 7. kolo 20. 9. 1987. Priština – Željezničar 3:0 Radnički – Hajduk 2:1 Dinamo – Sutjeska 2:1 Partizan – Osijek 6:1 (4:0) Rijeka – Rad 0:0 Sloboda – Crvena zvezda 0:2 (0:0) Sarajevo – Vardar 4:0 Budućnost – Čelik 2:1 Vojvodina – Velež 1:1 8. kolo 26. 9. 1987. Rad – Sloboda 1:1 (0:1) Vardar – Budućnost 3:0 (1:0) Željezničar – Velež 0:0 27. 9. 1987. Čelik – Vojvodina 1:1 (0:0) Crvena zvezda – Sarajevo 3:0 (2:0) Osijek – Rijeka 1:0 Sutjeska – Partizan 1:1 (1:1) Hajduk – Dinamo 0:2 (0:1) Priština – Radnički 1:0 9. kolo 4. 10. 1987. Radnički – Željezničar 1:0 Dinamo – Priština 1:2 (0:1) Partizan – Hajduk 3:0 (1:0) Rijeka – Sutjeska 1:0 Sloboda – Osijek 4:0 Sarajevo – Rad 1:0 Budućnost – Crvena zvezda 1:1 (0:0) Vojvodina – Vardar 0:2 Velež – Čelik 1:0 10. kolo 7. 10. 1987. Željezničar – Čelik 2:0 Vardar – Velež 1:0 Crvena zvezda – Vojvodina 3:2 (2:2) Osijek – Sarajevo 2:1 Sutjeska – Sloboda 2:0 Hajduk – Rijeka 3:0 Priština – Partizan 0:0 Radnički – Dinamo 3:1 Rad – Budućnost 1:1 11. kolo 17. 10. 1987. Velež – Crvena zvezda 5:0 (1:0) Sloboda – Hajduk 1:1 18. 10. 1987. Dinamo – Željezničar 3:0 Partizan – Radnički 1:0 Rijeka – Priština 2:1 Sarajevo – Sutjeska 2:0 Budućnost – Osijek 2:0 Vojvodina – Rad 2:1 Čelik – Vardar 0:1 12. kolo 24. 10. 1987. Rad – Velež 2:2 25. 10. 1987. Željezničar – Vardar 0:2 Crvena zvezda – Čelik 1:0 (1:0) Osijek – Vojvodina 1:1 Sutjeska – Budućnost 1:1 Hajduk – Sarajevo 5:1 Priština – Sloboda 0:3 Radnički – Rijeka 2:1 Dinamo – Partizan 1:2 (1:2) 13. kolo 31. 10. 1987. Budućnost – Hajduk 2:0 Velež – Osijek 2:0 1. 11. 1987. Partizan – Željezničar 0:0 Rijeka – Dinamo 0:0 Sloboda – Radnički 3:0 Sarajevo – Priština 2:0 Vojvodina – Sutjeska 4:1 Čelik – Rad 2:1 25. 11. 1987. Vardar – Crvena zvezda 1:0 (1:0) 14. kolo 14. 11. 1987. Rad – Vardar 1:0 15. 11. 1987. Željezničar – Crvena zvezda 1:1 (1:1) Osijek – Čelik 3:0 Sutjeska – Velež 2:3 Hajduk – Vojvodina 2:2 Priština – Budućnost 4:0 Radnički – Sarajevo 2:0 Dinamo – Sloboda 2:1 Partizan – Rijeka 1:1 15. kolo 22. 11. 1987. Rijeka – Željezničar 0:0 Sloboda – Partizan 3:1 Sarajevo – Dinamo 1:0 Budućnost – Radnički 3:1 Vojvodina – Priština 3:0 (1:0) Velež – Hajduk 3:1 Čelik – Sutjeska 3:1 Vardar – Osijek 1:0 Crvena zvezda – Rad 2:0 (1:0) 16. kolo 29. 11. 1987. Željezničar – Rad 2:1 Osijek – Crvena zvezda 2:2 (0:0) Sutjeska – Vardar 3:0 Hajduk – Čelik 3:2 (1:2) Priština – Velež 3:1 Radnički – Vojvodina 5:1 Dinamo – Budućnost 2:1 Partizan – Sarajevo 1:0 Rijeka – Sloboda 1:1 17. kolo 5. 12. 1987. Rad – Osijek 3:1 (2:0) 6. 12. 1987. Sloboda – Željezničar 4:0 (1:0) Sarajevo – Rijeka 1:1 (0:0) Budućnost – Partizan 0:3 (0:1) Vojvodina – Dinamo 3:2 (3:1) Velež – Radnički 3:1 (1:1) Čelik – Priština 0:0 Vardar – Hajduk 1:1 (1:0) Crvena zvezda – Sutjeska 3:1 (2:1) | 18. kolo 5. 3. 1988. Rad – Sutjeska 3:1 Željezničar – Osijek 1:1 6. 3. 1988. Crvena zvezda – Hajduk 1:1 (0:1) Vardar – Priština 1:0 Čelik – Radnički 1:0 Velež – Dinamo 0:0 Vojvodina – Partizan 1:0 Budućnost – Rijeka 1:0 Sarajevo – Sloboda 0:0 19. kolo 13. 3. 1988. Hajduk – Rad 2:1 Sarajevo – Željezničar 2:0 Sloboda – Budućnost 3:0 Rijeka – Vojvodina 2:2 Partizan – Velež 1:0 Dinamo – Čelik 2:0 (0:0) Radnički – Vardar 2:2 Priština – Crvena zvezda 2:3 (0:3) Sutjeska – Osijek 0:0 20. kolo 19. 3. 1988. Rad – Priština 1:0 20. 3. 1988. Željezničar – Sutjeska 3:0 Osijek – Hajduk 1:1 Crvena zvezda – Radnički 4:2 (2:0) Vardar – Dinamo 4:0 (1:0) Čelik – Partizan 0:0 Velež – Rijeka 1:1 Vojvodina – Sloboda 2:0 Budućnost – Sarajevo 0:0 21. kolo 27. 3. 1988. Radnički – Rad 1:1 Budućnost – Željezničar 1:1 Sarajevo – Vojvodina 4:1 Sloboda – Velež 0:0 Rijeka – Čelik 2:1 Partizan – Vardar 2:1 Dinamo – Crvena zvezda 1:0 (1:0) Priština – Osijek 4:2 Hajduk – Sutjeska 0:0 22. kolo 2. 4. 1988. Rad – Dinamo 0:3 (0:1) 3. 4. 1988. Željezničar – Hajduk 3:0 Sutjeska – Priština 1:1 Osijek – Radnički 0:0 Crvena zvezda – Partizan 1:1 (1:0) Vardar – Rijeka 0:0 Čelik – Sloboda 3:2 Velež – Sarajevo 4:0 Vojvodina – Budućnost 0:0 23. kolo 10. 4. 1988. Partizan – Rad 5:1 Vojvodina – Željezničar 2:1 Budućnost – Velež 1:1 Sarajevo – Čelik 2:1 Sloboda – Vardar 1:0 (0:0) Rijeka – Crvena zvezda 0:0 Dinamo – Osijek 3:1 (0:1) Radnički – Sutjeska 3:0 Priština – Hajduk 1:1 24. kolo 16. 4. 1988. Rad – Rijeka 1:0 (1:0) 17. 4. 1988. Željezničar – Priština 2:1 (1:0) Hajduk – Radnički 1:0 (0:0) Sutjeska – Dinamo 3:0 (1:0) Osijek – Partizan 4:1 (3:0) Crvena zvezda – Sloboda 3:1 (1:0) Vardar – Sarajevo 0:0 Čelik – Budućnost 2:0 Velež – Vojvodina 1:0 25. kolo 20. 4. 1988. Sloboda – Rad 1:0 Velež – Željezničar 2:0 Vojvodina – Čelik 1:0 Budućnost – Vardar 3:0 Sarajevo – Crvena zvezda 0:0 Rijeka – Osijek 0:0 Partizan – Sutjeska 1:0 Dinamo – Hajduk 1:1 Radnički – Priština 2:0 26. kolo 23. 4. 1988. Rad – Sarajevo 3:2 24. 4. 1988. Željezničar – Radnički 0:0 Priština – Dinamo 0:0 Hajduk – Partizan 2:0 (0:0) Sutjeska – Rijeka 3:0 Osijek – Sloboda 1:1 Crvena zvezda – Budućnost 2:2 (2:1) Vardar – Vojvodina 2:0 Čelik – Velež 1:1 27. kolo 30. 4. 1988. Vojvodina – Crvena zvezda 0:1 (0:0) 1. 5. 1988. Čelik – Željezničar 3:0 Velež – Vardar 5:0 Sarajevo – Osijek 3:0 Sloboda – Sutjeska 1:0 Rijeka – Hajduk 3:1 Partizan – Priština 3:1 Dinamo – Radnički 1:0 (1:0) Budućnost – Rad 4:1 28. kolo 4. 5. 1988. Crvena zvezda – Velež 3:1 (0:0) Željezničar – Dinamo 0:0 Radnički – Partizan 1:4 (1:2) Priština – Rijeka 2:1 Hajduk – Sloboda 2:2 Sutjeska – Sarajevo 3:1 Osijek – Budućnost 1:0 Vardar – Čelik 2:0 Rad – Vojvodina 2:2 29. kolo 8. 5. 1988. Velež – Rad 4:1 Vardar – Željezničar 1:1 Čelik – Crvena zvezda 1:0 (1:0) Vojvodina – Osijek 1:1 Budućnost – Sutjeska 2:2 Sarajevo – Hajduk 2:0 Sloboda – Priština 1:1 Rijeka – Radnički 2:1 Partizan – Dinamo 2:1 (1:1) 30. kolo 14. 5. 1988. Rad – Čelik 3:2 15. 5. 1988. Željezničar – Partizan 3:3 (2:1) Dinamo – Rijeka 3:2 Radnički – Sloboda 2:1 Priština – Sarajevo 5:2 Hajduk – Budućnost 1:2 Sutjeska – Vojvodina 2:0 Osijek – Velež 2:1 Crvena zvezda – Vardar 2:0 (0:0) 31. kolo 22. 5. 1988. Vardar – Rad 2:0 Crvena zvezda – Željezničar 2:0 (1:0) Čelik – Osijek 3:0 Velež – Sutjeska 3:3 Vojvodina – Hajduk 0:0 Budućnost – Priština 2:1 Sarajevo – Radnički 1:0 Sloboda – Dinamo 1:1 Rijeka – Partizan 0:3 (0:1) 32. kolo 28. 5. 1988. Rad – Crvena zvezda 0:2 (0:1) 29. 5. 1988. Željezničar – Rijeka 3:0 Partizan – Sloboda 5:2 (2:1) Dinamo – Sarajevo 4:1 Radnički – Budućnost 3:1 Hajduk – Velež 2:2 Sutjeska – Čelik 2:1 Osijek – Vardar 5:3 1. 6. 1988. Priština – Vojvodina 2:0 33. kolo 8. 6. 1988. Rad – Željezničar 2:1 Crvena zvezda – Osijek 6:1 (4:0) Vardar – Sutjeska 2:0 Čelik – Hajduk 3:0 Velež – Priština 5:0 Vojvodina – Radnički 2:1 Budućnost – Dinamo 3:3 Sarajevo – Partizan 2:2 Sloboda – Rijeka 2:0 34. kolo 12. 6. 1988. Osijek – Rad 3:2 Željezničar – Sloboda 3:3 Rijeka – Sarajevo 2:1 Partizan – Budućnost 2:0 Dinamo – Vojvodina 5:0 Radnički – Velež 3:2 Priština – Čelik 2:3 Hajduk – Vardar 0:0 Sutjeska – Crvena zvezda 2:2 (0:0) |

## Prvaci
FK Crvena zvezda
trener: Velibor Vasović
Igrači (odigrao utakmica/postigao pogodaka):
Žarko Đurović (34/5)
Goran Milojević (33/3)
Bora Cvetković (32/9)
Slobodan Marović (30/1)
Miodrag Krivokapić (30/0)
Dragan "Piksi" Stojković (28/15)
Dragiša Binić (27/13)
Slavko Radovanović (25/5)
Robert Prosinečki (23/4)
Goran Jurić (23/0)
Stevan Stojanović (23/0) (vratar)
Dejan Joksimović (17/3)
Zlatko Krdžević (17/0)
Dragić Komadina (16/1)
Husref Musemić (15/4)
Dragan Punišić (11/1)
Branko Davidović (11/0) (vratar)
Refik Šabanadžović (10/1)
Jovica Nikolić (10/0)
Mitar Mrkela (5/0)
Vladan Lukić (2/1)
Slavoljub Janković (2/0)
Izvori:

## Statistika

### Ljestvica strijelaca
| Pl. | Ime                | Klub                        | Pogodaka |
| --- | ------------------ | --------------------------- | -------- |
| 1.  | Duško Milinković   | Rad Beograd                 | 16       |
| 2.  | Mirko Mihić        | Sloboda                     | 15       |
| 2.  | Kujtim Shala       | Priština                    | 15       |
| 2.  | Dragan Stojković   | Crvena zvezda               | 15       |
| 5.  | Haris Škoro        | Dinamo Zagreb               | 14       |
| 6.  | Dragiša Binić      | Crvena zvezda               | 13       |
| 6.  | Zvonimir Boban     | Dinamo Zagreb               | 13       |
| 6.  | Darko Pančev       | Vardar Skoplje              | 13       |
| 6.  | Semir Tuce         | Velež Mostar                | 13       |
| 10. | Vladislav Đukić    | Priština (6) / Partizan (6) | 12       |
| 10. | Dragan Jakovljević | Sarajevo                    | 12       |
| 10. | Radmilo Mihajlović | Željezničar                 | 12       |

## Poveznice
- Druga savezna liga 1987./88.
- Treći rang prvenstva Jugoslavije 1987./88.
- Kup maršala Tita 1987./88.

## Vanjske poveznice
- rsssf.org
- www.historical-lineups.com
  - Godišnjak
  - Klubovi
- Eu-football.info